# Frères maristes en Chine
L'arrivée des Frères maristes en Chine en 1891 permet une implantation et un développement important pendant près de soixante ans. Affectés par des maladies, des épidémies et plusieurs massacres, leur détermination ne faillit pas et leur permet de créer des écoles qui accueillent des dizaines de milliers de jeunes Chinois en primaire, au collège et au lycée.

## Histoire

### Origine
Les Frères maristes sont une congrégation religieuse enseignante catholique créée par le père Marcellin Champagnat en France, en 1817. Son développement est rapide tout au long du 19e siècle, de sorte qu’en fin de siècle la congrégation est invitée à se joindre à l’élan missionnaire vers l’Asie. Ce sont des enseignants formés pour apprendre à lire, à écrire et à compter aux enfants dont les parents sont analphabètes. Tout en pratiquant un enseignement scolaire classique, ils partagent leur foi à travers l'enseignement du cathéchisme.

### 1redécennie 1891 - 1900

#### Implantation
De 1891 à 1900, cinquante frères prennent le bateau depuis Marseille pour un long voyage vers l'Extrême-Orient. Une communauté française de commerçants, de fonctionnaires et de militaires étant présente sur place, certains frères n’enseignent d’abord qu’en français aux enfants des colons, le temps de se familiariser avec la langue chinoise. Ils s’implantent dans le nord, à Cha-la-Eul près de Pékin, pour s’occuper d’un orphelinat, puis à Shanghai à l’embouchure du fleuve bleu, sur la côte orientale. Au cours de cette première décennie, ils se démultiplient vers Tientshin au sud de Pékin, Hankow (Wuhan) et Nanchang au centre du pays.

### Evolution sociétale

#### Fondement spirituel chrétien
Les frères rejoignent diverses communautés catholiques, celle des jésuites, celle des Missions Étrangères de Paris et celle des lazaristes. En effet, lorsque leurs missions se développent, les ordres de prêtres misionnaires appellent des congrégations de laïcs auxiliaires, pour assurer les services de santé et l'éducation : principalement des religieux frères et des religieuses sœurs.
La compagnie de Jésus est bien implantée depuis quatre siècles. Les jésuites se sont rapidement intégrés au groupe des lettrés et occupent des positions importantes. Ils enseignent les sciences et la philosophie. À leur crédit, la traduction de la bible et de nombreux livres religieux qui seront un grand atout pour le futur. Pour obtenir cette reconnaissance, ils ont embrassé la façon de vivre des Chinois et leurs pratiques religieuses. Leur approche syncrétique a permis une intégration réelle dans la société chinoise, ce qui a conduit à leur acceptation par les plus hautes autorités et la liberté d’enseigner l’évangile, mais cela n’a pas plu à tout le monde ! Deux siècles après leur implantation, la querelle des rites chinois sera résolue par Rome à leur détriment et leur ordre est dissout par le pape Clément XIV en 1773.
A la fin du 18e siècle sont arrivés les prêtres des Missions Étrangères de Paris. Les missions protestantes britanniques arrivent en 1807 puis les évangélistes américains en 1830. Réunis autour de Pauline Jaricot, les cercles catholiques lyonnais collectent de l'argent pour envoyer des missionnaires en Chine. Tous ces missionnaires apportent aussi les bases de la médecine moderne et créent des écoles de type européen qui viennent en concurrence avec la médecine chinoise et le confucianisme.
Au milieu du 19e siècle, alors que les activités économiques internationales battent leur plein, les missions catholiques reprennent avec les lazaristes. Ils sont autorisés à construire des églises et ouvrir des écoles. Malgré les réticences et des persécutions, comme en témoigne le massacre de Tientsin, en 1870, au cours duquel les écoles, les hôpitaux et les églises ont été incendiés, l’activité missionnaire chrétienne s’amplifie. Ainsi, à la fin du siècle, les frères maristes sont appelés à la rescousse pour assurer l’enseignement dans les écoles qui manquent de professeurs, tandis que les filles de la Charité et autres congrégations de religieuses s’occupent des hôpitaux et des orphelinats. C’est un lazariste, Alphonse Favier du Perron, qui a insisté pour faire venir ces petits frères de Marie.

#### Courants modernistes de la fin du19esiècle
À cause de multiples humiliations que subit la Chine dans la seconde moitié du 19e siècle, deux courants de pensée moderniste souhaitent sortir le pays de son empirisme, l’un révolutionnaire et l’autre libéral. Les frères eux-mêmes vivent cela en direct avec leurs élèves, d'ailleurs certains d’entre eux deviendront des révolutionnaires et iront jusqu'à expulser leurs enseignants religieux, d’autres deviendront des acteurs des échanges internationaux avec l’occident. Au lycée les confrontations sont vives mais les frères doivent absolument se garder de prendre position pour les uns ou les autres, manifestant une grande humilité.
- Le courant anarchiste et révolutionnaire, rejette la dynastie mandchoue et le confucianisme. Ainsi, au début du XXe siècle, différentes idéologies se regrouperont autour de la Société pour la régénération de la Chine[15].
- Le courant libéral souhaite s'associer au pouvoir impérial pour appliquer un programme de modernisation. Son idéologie est fondée sur le syncrétisme intellectuel Chine-Occident. Les membres sélectionnent alors les textes confucéens légitimant leur choix. Parmi les acteurs de cette pensée, Kang Youwei (1858-1927) devient le chef de file du groupe, avec l'aide de son disciple Liang Qichao, ils permettent au mouvement de s'étendre dans la sphère publique grâce aux nombreuses associations et au dynamisme des notables ayant de l'influence sur la population[16]. Ils conseillent l’empereur afin de moderniser la Chine et l'encouragent à gouverner en partenariat avec les nations étrangères présentes sur le sol chinois, mais dès 1899, ils sont rejetés et persécutés.

### Conditions de vie
Les conditions de vie des étragers comme celle des chinois n’est pas facile. Le pays, frappé par la pauvreté et la violence, est régulièrement ravagé par des cataclismes (inondations, typhons, disettes, famines), des épidémies de peste ou de choléra, la consommation d’opium et jusqu'à des infanticides de filles. Chaque crise est l’occasion d’accuser les « diables chrétiens ». Malgré tout, les religieux ne se découragent pas car ils peuvent mesurer chaque année le fruit de leur travail par le nombre d’adhésions à la foi chrétienne, le nombre de baptêmes et les nombreuses vocations religieuses. À la fin du siècle, le nombre de chrétiens dépasse le million. Un autre problème résulte du fait que la conversion d’un homme entraîne la mise au ban de la société des membres de sa famille, d’où des tensions extrêmement vives. Les révoltes anti-occidentales se traduisent par des attaques contre les établissements des missionnaires étrangers et contre les technologies importées d’occident tels que le télégraphe et les voies de chemin de fer.

### La mission

#### Mission d’enseignant
Les Chinois sont favorables à l'implantation d'écoles. L'éducation est hautement considérée. Même les plus pauvres souhaitent que leurs enfants étudient les sciences occidentales. D'autre part, du point de vue des enseignants européens, plus il y a d’écoles, plus il faut envoyer de missionnaires puisque c'est une opportunité de transmettre la foi chrétienne à un public accueillant. Les courriers qui racontent les exploits des frères en Chine suscitent de nouvelles vocations. L’arrivée de recrues est saluée comme une immense bénédiction du Ciel et redonne du courage à ceux qui peinent sur le terrain.
Sur la concession française de Shanghaï, 15 ans après son ouverture, le collège St François d'Assise compte 625 élèves issus de familles européennes (Portugais, Anglais, Allemands, Autrichiens, Italiens, Russes, Belges, Français), de familles coréennes, japonaises et américaines, en plus des nombreux élèves chinois qui sont issus de familles commerçantes et des fonctionnaires souhaitant que leurs enfants bénéficient de la culture occidentale. Cette agglutination de nationalités est due à l’expansion du commerce international vers la Chine qui n’impose plus aucune restriction à l’entrée de navires étrangers. Comme d’autres ports, celui de Shanghaï est ouvert à tous et chaque nation installe sa concession sur la rive sud : entrepôts, banques, ambassades, écoles, hôpitaux, églises, sont le reflet de la civilisation occidentale. Terre de liberté et de libre échange qui permettent à la fois l’expansion du christianisme et le commerce de l’opium au grand dam des autorités chinoises.

#### Mission du religieux
En Chine, comme ailleurs dans la monde, le frère mariste a le désir de partager sa foi avec les habitants qu’il va rencontrer. Tandis que le prêtre s’occupe d’une paroisse, le frère est un enseignant. Sa vocation s’exerce au sein d’une école et s’adresse aux jeunes. L’objectif est de faire vivre des écoles chrétiennes où l’enseignement religieux côtoie sans discimination les matières scientifiques et littéraires. Les familles tant bouddhistes que confucéennes voient un plus à ce que ces enseignants occidentaux éduquent leurs enfants aux principes chrétiens. Ainsi, le catéchisme tient une place importante au cours de la scolarisation. En revanche, les autorités politiques sont assez confus face à cette expansion de la culture occidentale, et parfois vont réagir très violemment.

#### Attaches à l’occident
De 1891 à 1903, les frères de Chine constituent un district de la Province mariste de St Genis-Laval (Rhône-France) puis, en 1903, elle devient vice-province autonome. L’essor des écoles et des vocations étant si important que la congrégation installée en Chine acquiert rapidement son autonomie.
Même Victor Hugo, le poète officiel de la République avait rendu hommage à tous ceux qui sont partis, dans son discours de 1879 : « Oui les missions ont suscité des dévouements admirables. Ce n'est pas faire preuve de chauvinisme que d'apprécier l'apport français. » Les estimations les plus sérieuses permettent d'en juger. Contre trois cents missionnaires après la Révolution, on en trouve plus de soixante-dix mille en 1900. Les deux triers sont français ainsi que quatre cinquièmes des frères et religieuses.

## Statistiques
Plus d'une cinquantaine de départs d'Europe ont lieu pendant cette première décennie de 1891 à 1900. Ainsi, 50 frères maristes sont comptabilisés sur le sol chinois en décembre 1899.
De ce premier groupe de missionnaires, 27 frères décéderont en Chine, soit de maladie ou de vieillesse, mais aussi victimes de massacres. Pour diverses raisons 21 frères rentreront en France, les uns malades ou âgés, d'autres persécutés puis chassés, et quelques uns simplement découragés. Deux d'entre eux partiront pour une nouvelle mission à Ceylan.